# David Saint-Jacques
David Saint-Jacques (pronunciación en francés: [david sɛ̃ʒak], en Quebec: [davɪd sẽɪ̯̃nʒã (ŋ) k̚]; 6 de enero de 1970) es un astronauta canadiense de la Agencia Espacial Canadiense (CSA). También fue ingeniero, astrofísico y médico antes de unirse a la CSA. Fue seleccionado para unirse a la CSA en la selección de la CSA de 2009 junto con Jeremy Hansen.

## Carrera de astronauta
Saint-Jacques fue seleccionado en mayo de 2009 por la Agencia Espacial Canadiense (CSA) como una de las dos posiciones de astronauta CSA, luego de un largo proceso de selección con 5,351 candidatos, y se mudó a Houston para ser uno de los 14 miembros del Grupo de astronautas de la NASA 20. clase .Se graduó recientemente de Astronaut Candidate Training que incluyó sesiones informativas científicas y técnicas, instrucción intensiva en sistemas de la Estación Espacial Internacional, actividad extravehicular (EVA), robótica, entrenamiento fisiológico, entrenamiento de vuelo Northrop T-38 Talon, idioma ruso y entrenamiento de supervivencia en aguas y en la naturaleza. Desde su graduación, ha sido asignado a la Rama de Robótica de la Oficina de Astronautas.
El 19 de septiembre de 2011, la NASA anunció que Saint-Jacques serviría como un acuanauta a bordo del laboratorio submarino Aquarius durante la misión de exploración submarina NEEMO 15 del 17 al 30 de octubre de 2011. Retrasada por el clima tormentoso y en alta mar, la misión comenzó el 20 de octubre de 2011. En la tarde del 21 de octubre, Saint-Jacques y sus compañeros de tripulación se convirtieron oficialmente en aquanautas, después de haber pasado más de 24 horas bajo el agua. NEEMO 15 terminó temprano el 26 de octubre debido al acercamiento del huracán Rina.

## Expedición 58/59
En mayo de 2016, Saint-Jacques fue seleccionado como miembro de Expedición 58/59, que en ese momento estaba programada para comenzar en noviembre de 2018.
El 3 de diciembre de 2018, Saint-Jacques se lanzó a la ISS a bordo del Soyuz MS-11, junto con el comandante Oleg Kononenko y su colega ingeniero de vuelo Anne McClain. La Expedición 58 comenzará oficialmente el 20 de diciembre de 2018 cuando la tripulación de la Expedición 57 deje la estación. Saint-Jacques, Kononenko y McClain se transferirán a la Expedición 59 en febrero de 2019, cuando Aleksey Ovchinin, Nick Hague y Christina Koch lleguen a bordo de la Soyuz MS-12, y posteriormente volverá a la Tierra en julio de 2019.